# Соколов, Роман Вячеславович
Рома́н Вячесла́вович Со́колов (род. 29 марта 1976, Обнинск, Калужская область) — российский режиссёр-аниматор.

## Биография[1]
Родился 29 марта 1976 года в Обнинске, Калужской области.
В 1998 году окончил факультет изобразительного искусства Санкт-Петербургского государственного педагогического университета им. А. И. Герцена.
В 1998—2002 годах учился в аспирантуре по специальности «методика преподавания изобразительного искусства», защитил диссертацию на тему «Плакат в системе подготовки художника-педагога».
В 1999 году закончил анимационные курсы на студии анимационного кино «Мельница», где в 1999—2002 работал художником-аниматором.
В 2002—2004 годах работал на анимационной студии «PACEO». Выполнил анимацию и титры для игрового фильма «Изображая жертву» (реж. К. Серебренников, 2006), видеоинсталляцию для спектакля «Близость» (реж. Е. Новикова, 2008). Режиссёр серий проектов «Смешарики» и «Пин-код». Режиссёр мультфильма «Друзья» (2012).

## Фильмография

### Режиссёр серий
- 2003—2012 — Смешарики

| Список серий классического сериала «Смешарики», поставленные Романом Соколовым: | Список серий классического сериала «Смешарики», поставленные Романом Соколовым: | Список серий классического сериала «Смешарики», поставленные Романом Соколовым: | Список серий классического сериала «Смешарики», поставленные Романом Соколовым: |
| № серии                                                                         | Название                                                                        | Сценарист серии                                                                 | Год производства                                                                |
| ------------------------------------------------------------------------------- | ------------------------------------------------------------------------------- | ------------------------------------------------------------------------------- | ------------------------------------------------------------------------------- |
| 74                                                                              | Моя прелесть                                                                    | Алексей Лебедев                                                                 | 2006                                                                            |
| 77                                                                              | Бойкот                                                                          | Алексей Лебедев                                                                 | 2006                                                                            |
| 92                                                                              | Куда приводят желания                                                           | Алексей Лебедев                                                                 | 2007                                                                            |
| 102                                                                             | Счастьемёт                                                                      | Светлана Мардаголимова                                                          | 2007                                                                            |
| 111                                                                             | Не может быть                                                                   | Светлана Мардаголимова                                                          | 2008                                                                            |
| 113                                                                             | Колыбельная для Ёжика                                                           | Алексей Лебедев                                                                 | 2008                                                                            |
| 125                                                                             | Театр                                                                           | Алексей Лебедев                                                                 | 2008                                                                            |
| 139                                                                             | Ода для комода                                                                  | Алексей Лебедев                                                                 | 2009                                                                            |
| 161                                                                             | Воздух для вдохновения                                                          | Дмитрий Яковенко                                                                | 2009                                                                            |
| 172                                                                             | Чёрно-белое кино                                                                | Алексей Лебедев                                                                 | 2010                                                                            |
| 196                                                                             | Чужие голоса                                                                    | Алексей Лебедев                                                                 | 2011                                                                            |
| 197                                                                             | Профилактика                                                                    | Алексей Лебедев                                                                 | 2011                                                                            |
| 213                                                                             | Сувенир                                                                         | Алексей Лебедев                                                                 | 2012                                                                            |
| 327                                                                             | Труба                                                                           | Алексей Лебедев                                                                 | 2023                                                                            |

- 2010—2019 — Фиксики
- 2011 — Смешарики. Новые приключения (серия «Непрощённый»)
- 2011—2017 — Пин-Код (серии «Ураган на спор» и «День Археолога»)
- 2018—2020 — Пиратская школа
- 2018—наст. время — Приключения Пети и Волка

### Художник-аниматор
- 1999—2000 — Приключения в Изумрудном городе
- 2000 — С добрым утром!
- 2002 — There Was an Old Lady Who Swallowed a Fly
- 2003 — Карлик Нос
- 2018—2020 — Пиратская школа
- 2018—наст. время — Приключения Пети и Волка

### Режиссёр-постановщик
- 2012 — Друзья
- 2017 — Теория заката

### Художник-постановщик
- 2012 — Друзья
- 2014 — Мы не можем жить без космоса
- 2017 — Теория заката
- 2019 — Он не может жить без космоса

### Сценарист
- 2012 — Друзья
- 2017 — Теория заката

## Награды[2]
- 3 марта 2013 — Открытый Российский фестиваль анимационного кино в Суздале.
- 29 сентября 2013 — Были подведены итоги 18-го Международного кинофестиваля детского и молодежного анимационного кино «Золотая Рыбка».
- 13 ноября 2013 — победитель фестиваля «Мультивидение».
- 14 февраля 2014 — В рамках кинофестиваля «Полный артхаус» в Челябинске состоится спецпоказ анимационных дебютов.
- 28 апреля 2014 — В Вологде названы победители Х фестиваля «Мультиматограф».
- 5 октября 2014 — Вручены призы XXI МКФ «КРОК».
- 21 марта 2015 — номинант I Национальной анимационной премии «Икар».
- 6 ноября 2017 — Призы Х-го Большого фестиваля мультфильмов.
- 16 марта 2018 — номинант IV Национальной анимационной премии «Икар».
- 17 марта 2018 — подведены итоги 23-го Открытого российского фестиваля анимационного кино.
- 17 августа 2018 — Фильм Светланы Филипповой «Митина любовь» получил главный приз за анимацию на фестивале «Окно в Европу».
- 8 октября 2018 — подведены итоги XXV Международного фестиваля анимационных фильмов «КРОК».
- 13 января 2019 — российские критики назвали лучшие киноработы 2018 года -премия «Белый слон» в номинации «Анимация» вручена фильму «Митина любовь» (режиссёр Светлана Филиппова, Школа-студия «ШАР»)
- 28 октября 2020 — номинант национальной анимационной премии «Икар»-2020.